# MGTOW

Logotipo do MGTOW como mostrado no episódio "Men at War" da série da BBC, Reggie Yates 'Extreme UK

Men Going Their Own Way (MGTOW /ˈmɪɡtaʊ/; em português: Homens seguindo seu próprio caminho) é um estilo ou filosofia de vida baseado na crença de que o homem deve quebrar o paradigma de estar destinado a ter relacionamentos.
Existem comunidades que unem diversos adeptos ao MGTOW em sites além da atual presença de homens que se identificam com este estilo de vida nas mídias sociais como parte do que foi apelidado de "manosfera" (esfera do homem),  uma coleção de sites antifeministas e comunidades online, incels e artistas da sedução. Ao invés de mudar o status quo por meio de ativismo e protesto, o MGTOW apenas se afasta do protagonismo de militância, o que para os participantes diferencia a comunidade do movimento pelos direitos dos homens.
Classificado como parte da alt-right e identificado como estando "nas fronteiras da odiosa comunidade incel" pelo Southern Poverty Law Center.

## Origens
Mack Lamoureux escreveu na Vice que "a história da comunidade MGTOW é obscura, mas provavelmente foi criada em meados do início dos anos 2000 por dois homens que usam os pseudônimos online de Solaris e Ragnar". Jie Liang Lin escreve que, embora as origens do MGTOW não sejam claras, parece ter emergido do "fenômeno da pílula vermelha", uma metáfora usada pelos antifeministas para "acordar os homens acerca dos malefícios que o ginocentrismo traz para a sociedade".

## Crenças

### Postura política
Originalmente libertária, a comunidade mais tarde começou a se fundir com a direita alternativa neorreacionária e o nacionalismo branco. O MGTOW foi descrito como misógino. O Southern Poverty Law Center identificou a comunidade como um grupo supremacista masculino, colocando-a "nas fronteiras da odiosa comunidade incel".

### Opiniões sobre mulheres e feminismo
Adeptos do MGTOW defendem o separatismo masculino e acreditam que a sociedade foi corrompida pelo feminismo, uma visão compartilhada com a direita alternativa. Adeptos afirmam que o feminismo tornou as mulheres perigosas para os homens e que a autopreservação masculina exige uma dissociação completa das mulheres. Os níveis de envolvimento no MGTOW variam desde a conscientização da "pílula vermelha", a rejeição de relacionamentos (incluindo "greves de casamento"), até o desmembramento econômico e social.
MGTOWs acreditam que existe um viés ginocêntrico sistêmico contra os homens, incluindo padrões dobrados nos papéis de gênero, viés contra homens nos tribunais de família, falta de preocupação com os homens falsamente acusados de estupro e falta de consequências para seus acusadores. Segundo Angela Nagle, a retórica sugere que "punição e vingança" contra as mulheres são a força motriz por trás da MGTOW.
Alguns MGTOWs autointitulados veem as mulheres como hipergâmicas e manipuladoras. Segundo Futrelle, o "mito central do MGTOW" pode ser o do "carrossel de pênis": a ideia de que as mulheres passam a juventude "voando de macho alfa para macho alfa em uma utopia interminável de sexo casual. [...] Enquanto isso, a grande maioria dos homens na adolescência e no início dos 20 anos vive em um deserto sexual ressecado, desprezado por mulheres". Em Digital Environments, Lin escreve:
MGTOW acredita que as mulheres modernas foram "submetidas a uma lavagem cerebral" pelo feminismo para acreditar que "estão certas, não importa o quê". Ela 'montará o carrossel de pênis' com o maior número possível de homens, a maioria dos quais a maltratará e valorizará suas alegações feministas de vitimização. Quando as mulheres decidem se contentar com um homem, ele será um "tipo beta" passivo, a quem ela mandará em torno e mirará no seu "valor de utilidade" - ativos financeiros e estabilidade. O 'beta' pode ser um "Purple Piller" que está ciente dos riscos do casamento, mas tenta resistir a um 'fim de filme da Disney'. No entanto, o processo de divórcio inevitavelmente influenciará a favor da mulher, devido ao privilégio feminino institucionalizado.
Alguns MGTOWs mantêm relações casuais a curto prazo ou praticam sexo com prostitutas. Um subconjunto mais austero da MGTOW, chamado MGTOW "modo monge", evita o namoro e o sexo e, em vez disso, defende o celibato e o autoaperfeiçoamento. Um MGTOW que escolhe o celibato ao invés de sexo e relacionamentos é considerado "monge"; alguns abraçam mantendo a virgindade.
Lamoureux escreve que os MGTOWs têm "um sério problema com o feminismo". Barb MacQuarrie, diretora comunitária do Centro de Pesquisa e Educação sobre Violência contra Mulheres e Crianças da Universidade de Western Ontario, disse que os defensores do MGTOW "não têm capacidade real para identificar as forças globais que estão trabalhando em suas vidas, por isso culpam as feministas", e mostram "uma completa falta de autorreflexão", no final "reforçando as percepções realmente distorcidas umas das outras sobre o que está acontecendo no mundo".
MGTOWs ridicularizam as feministas como "guerreiras da justiça social" e veem o movimento de direitos LGBT e o apoio a espaços seguros como obstáculos à autopropriedade masculina. Leah Morrigan afirma que os vídeos de Sandman, fundador do MGTOW.com, "proclamam [seu] ódio amargo e indiscriminado pelas mulheres", que ele afirma serem todas "prostitutas e mentirosas manipuladoras". Quando as mulheres são discutidas nos fóruns da MGTOW, geralmente é "colericamente".

### A "pílula vermelha"
O MGTOW usa jargões como "red pilled" para descrever membros de seu movimento e "blue pilled" para descrever homens de fora ou que se opõem ao seu movimento, uma referência ao filme Matrix.

## Relação com outros grupos masculinos
O MGTOW compartilha muitas preocupações com outros elementos da manosfera, como sites on-line sobre direitos dos homens, enquanto discorda em outros pontos.

### Movimento dos direitos dos homens
Diferentemente dos ativistas dos direitos dos homens (MRAs), os MGTOWs não buscam mudar a sociedade, mas se distanciar da sociedade. A comunidade inicial MGTOW era consistentemente libertária e se opunha ao "grande governo", em contraste com o apoio dos MRA's a reformas legais na área de divórcio e custódia. Futrelle escreve que os MGTOWs "abandonaram amplamente" as questões que preocupam os MRAs, como suicídio masculino e acusações de estupro, "para se concentrar quase inteiramente na divulgação de queixas".
De acordo com Lamoureux:
À primeira vista, é fácil reunir o MGTOW com os Ativistas dos Direitos dos Homens (MRAs), que também acreditam que a opressão feminina é um mito e que na verdade são homens oprimidos - mas esse não é o caso. Os dois grupos diferem significativamente (...) Enquanto os MRA buscam resolver o problema por meio de ação e ativismo, os membros da MGTOW mantêm a autopreservação acima de tudo, e por isso a maioria da comunidade parece ter decidido se curvar.

### Homens herbívoros
Segundo Roselina Salemi, escrevendo para o jornal italiano La Repubblica, o conceito japonês de homens herbívoros é um subconjunto do MGTOW. Lamoureux vê os homens herbívoros como uma consequência das condições socioeconômicas japonesas e o MGTOW como uma escolha ideológica. Kashmira Gander, escrevendo para o The Independent, vê homens herbívoros servindo de modelo para a MGTOW.

### Artista da sedução (Pick-up artists)
O MGTOW tem um desdém recíproco pela comunidade de artistas da sedução. Os pick-up artists (PUA) criticam o MGTOW por serem cultos e antitéticos à natureza humana, comparando sua filosofia com o separatismo feminista.

## Leituras adicionais
- Baumgärtner, Maik; Höfner, Roman; Müller, Ann-Katrin; Rosenbach, Marcel (10 de março de 2021). «Hatred Against Women: The Dark World of Extremist Misogyny». Der Spiegel
- Daubney, Martin (15 de novembro de 2015). «Meet the men giving up on women». The Sunday Times. ISSN 0956-1382
- Lamoureux, Mack (24 de setembro de 2015). «Inside the Group of Straight Men Who Are Swearing Off Women». Vice
- Smith, Helen (2013). Men on Strike: Why Men Are Boycotting Marriage, Fatherhood, and the American Dream – and Why It Matters. New York: Encounter Books. ISBN 978-1-59403-675-0